# Monitor (IT-Magazin)
Monitor (Eigenbezeichnung: monitor) war ein österreichisches IKT-Monatsmagazin für Entscheider im Unternehmen, IT-Consulter, Selbständige und professionelle Anwender. Bei dieser Leserzielgruppe war Monitor Eigenangaben zufolge die „meistgenutzte Informationsquelle für Neuheiten und Berichte aus den Bereichen Informationstechnologie und Telekommunikation sowie IT-Aus- und -Weiterbildung in Österreich“. Neben den Monatsausgaben boten Sonderausgaben Analysen und Marktüberblicke für den EDV-Einkauf und zeigten Trends auf.
Gegründet wurde das Magazin im Herbst 1983, Herausgeber war der Bohmann Verlag, später dann der Verlag Holzhausen GmbH. Als Chefredakteure agierten Michael Nobbe, Rüdiger Maier, Dominik Troger, Markus-Klaus Eder und Christian Lanner. Langjährige IT-Fachredakteurin beim Monitor war Christine Wahlmüller. Letzter Chefredakteur war bis Ende 2018 Rudolf Felser.
Die monatliche Druckauflage laut ÖAK im 1. Halbjahr 2017 betrug 12.000 Stück. Mittlerweile (2020) wurde die Website geschlossen und leitet auf die Website von Austria Innovativ weiter, seit 2019 ist keine Ausgabe des Printmagazins mehr erschienen.